# Ludwig Hermann Otto Finzenhagen
Ludwig Hermann Otto Finzenhagen, auch Louis Finzenhagen (* 23. Juli 1860 in Magdeburg; † 11. April 1931 ebenda) war ein deutscher Organist, Komponist und Musiklehrer.

## Leben
Ludwig Finzenhagen war ein Sohn des Magdeburger Organisten, Chorleiters und Komponisten Hermann Finzenhagen (1825–1914), bei dem er auch ersten Musikunterricht erhielt. Er besuchte das Gymnasium im Kloster Unser Lieben Frauen. Von 1881 bis 1885 studierte er am Königlichen akademischen Institut für Kirchenmusik in Berlin. Daneben hörte er an der Universität Vorlesungen über Kontrapunkt und Musikgeschichte. 
Nach seinem Examen war er kurz als Klavierlehrer in seiner Heimatstadt Magdeburg tätig. 1886 wurde er Kantor am Dom zu Marienwerder (Kwidzyn).
1891 kam er zurück nach Magdeburg als Organist an der Wallonerkirche der wallonisch-reformierten Gemeinde. Hier wirkte er über 40 Jahre lang. 1904 erhielt die Kirche eine neue Orgel der Orgelbaufirma Wilhelm Sauer.
Neben seinem kirchlichen Organistenamt war er als Komponist und Musiklehrer tätig sowie als Konzertorganist.
Finzenhagen hatte eine besondere Beziehung zu Frankreich, wo er Titular-Mitglied der Académie des artistes musiciens de Province in Carcassonne war und mehrere Ehrungen erhielt. 
Seit 1919 war er verheiratet mit der Witwe Agnes Margarethe Hedwig Schröder.
Gotthold Frotscher führt in seiner 1935 erschienenen Geschichte des Orgelspiels und der Orgelkomposition als Beispiel für wie Melodien zu dekorativen Mitteln entwertet werden an, wenn etwa Ludwig Finzenhagen das Lied der Deutschen mit „Lobe den Herren“ verkoppelt. Dies sei typisch für den Niedergang der choralgebundenen Orgelmusik.

## Werke
- Orgel- und Klavierkompositionen[4]
- Lieder für Singstimme und Klavier
- Osterkantate (Uraufführung 1918 in Magdeburg)
- Reformationskantate (Uraufführung 1925 in Baden-Baden)
- Passionskantate
- Chorsätze